# Ocrepeira planada
Ocrepeira planada är en spindelart som beskrevs av Claude Lévi 1993. Ocrepeira planada ingår i släktet Ocrepeira och familjen hjulspindlar. Inga underarter finns listade i Catalogue of Life.